# 比伊 (阿列省)
比伊（法語：Billy，法語發音：[biji] ⓘ）是法国阿列省的一个市镇，属于维希区。

## 地理
比伊（46°14'11"N, 3°25'45"E）面积10.22 平方千米，位于法国奥弗涅-罗讷-阿尔卑斯大区阿列省，该省份为法国中部省份，北起涅夫勒省、西北接谢尔省，西南至克勒兹省，南至多姆山省，东南临卢瓦尔省，东临索恩-卢瓦尔省。
与比伊接壤的市镇（或旧市镇、城区）包括：克雷希、马尔瑟纳、圣费利、圣日耳曼代福塞、桑萨、瑟耶。

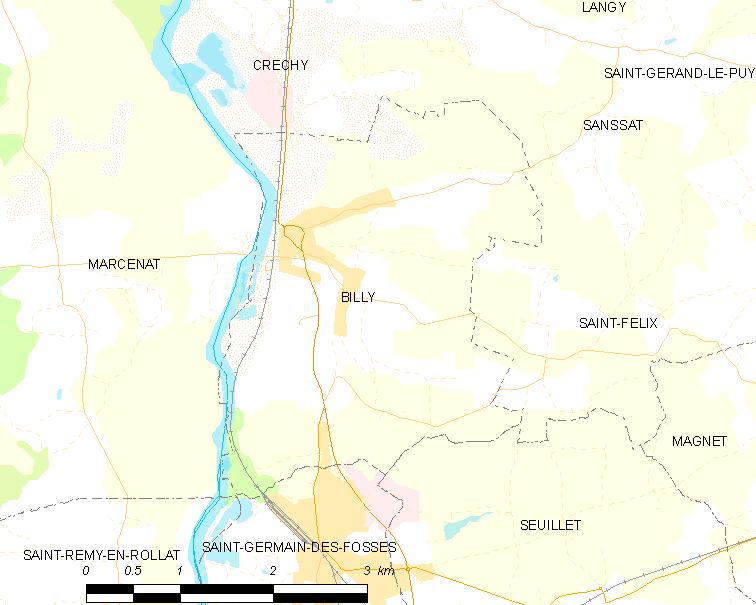
的OSM定位图

比伊的时区为UTC+01:00、UTC+02:00（夏令时）。

## 行政
比伊的邮政编码为03260，INSEE市镇编码为03029。

## 政治
比伊所属的省级选区为锡乌勒河畔圣普尔桑县。

## 人口

1962-2008年间人口变化图示

比伊于2022年1月1日时的人口数量为823人。